# Cor do espectro

The CIE xy chromaticity diagram.
As cores do espectro são cores na curva em forma de ferradura fora do diagrama. Todas as outras cores são não espectrais: a linha recta ao fundo é a linha dos roxos, enquanto que dentro do diagrama estão cores não saturadas que perfazem várias misturas de cores do espectro ou um cor arroxeada com branco, uma cor em tons de cinza. O branco está na parte central do interior do diagrama, isto porque quando todas as cores de luz se misturam, formam o branco.

Uma cor do espectro é uma cor que tem um único comprimento de onda de luz no espectro visível ou que tem uma banda de comprimentos de onda relativamente próximos. Todo o comprimento de onda da luz é percepcionado como uma cor espectral, num espectro contínuo. As cores de comprimentos muito próximos não são diferenciáveis.
Normalmente o espectro encontra-se dividido em nomes de cores, ainda que a divisão seja de certa forma arbitrária: o espectro é contínuo. As cores tradicionais incluem o vermelho, o laranja, o amarelo, o verde, o azul, anil e o violeta.
A divisão usada por Newton na sua roda das cores foi o vermelho, laranja, amarelo, verde, azul, índigo e violeta.

## Cores não-espectrais
Entre algumas cores não espectrais encontram-se:
- Cores do nível de cinza (acromática), tais com o branco, o cinzento e o preto;
- Qualquer cor obtida através da mistura de uma cor do nível cinza e qualquer outra cor (que pode ser do espectro ou não), tais como o cor-de-rosa, que é uma mistura de uma cor avermelhada e branco.
- Cores do roxo que, segundo a teoria das cores, também incluem as cores magenta, as cores rosa e outras cores na linha dos roxos, que constituem várias misturas de luz roxa e vermelha.